# Iguana-negra
Ctenosaura similis é uma espécie de lagarto nativa do México e da América Central, que foi introduzido nos Estados Unidos, no estado da Flórida. É a maior espécie do gênero Ctenosaura.